# Nemesis (Schiff, 1840)
Die Nemesis (in der griechischen Mythologie ist Nemesis die Göttin des „gerechten Zorns“) war eine Raddampferfregatte der Britischen Ostindien-Kompanie, die im Ersten Opiumkrieg eingesetzt wurde und aufgrund ihrer verheerenden Wirkung auf die chinesischen Kriegsdschunken von chinesischer Seite als „Teufelsschiff“ bezeichnet wurde. Mit ihrem Dampfantrieb und niedrigem Tiefgang besaß sie wie ein Kanonenboot die Fähigkeit, tief in chinesische Flusssysteme einzudringen. De facto wurde mit ihr in China das Zeitalter der Kanonenbootpolitik eingeleitet. Sie war eines der ersten beinahe vollständig aus Eisen konstruierten Kriegsschiffe, obwohl sie nicht der Royal Navy angehörte.

## Bau und technische Daten
Die Nemesis lief 1839 auf der Werft der Birkenhead Iron Works vom Stapel und wurde im März 1840 in Dienst gestellt. Mit 184 Fuß (= 56 m) Länge, 29 Fuß (= 8,8 m) Breite und 6 Fuß (= 1,8 m) Tiefgang war sie mit 660 tons nach Builder’s Measurement vermessen. Sie war mit zwei Masten als Brigantine getakelt. Ihre Maschinenlage bestand aus zwei Dampfmaschinen von George Forrester and Company aus Liverpool, die jeweils 60 PS leisteten; ihre Geschwindigkeit unter Dampf ist unbekannt, ebenso ihre Besatzungsstärke. Die Bewaffnung bestand aus zwei 32-Pfündern, vier 6-Pfündern und einem Raketenwerfer.

## Einsätze

Die Nemesis zerstört chinesische Dschunken; Gemälde von Edward Duncan (1843)

Offenbar wurde die Nemesis speziell für den Einsatz in chinesischen Gewässern konstruiert. Ende 1840 reiste sie von Liverpool nach China. Während des Ersten Opiumkriegs nahm sie am 7. Januar 1841 an der Schlacht von Kanton teil. Im weiteren Verlauf des Krieges versenkte sie die Cambridge, ein US-amerikanisches Handelsschiff, das von China angekauft und als Kriegsschiff umgerüstet worden war. Die Nemesis diente auch als Schlepper für andere Kriegsschiffe sowie als Truppentransporter. Ihr Einsatz führte dazu, dass sich der kaiserliche Sonderbevollmächtigte in Kanton, Lin Zexu (1785–1850), für eine Adaption westlicher Waffentechnologie einsetzte. Nach Eberspächer war der Einsatz der Nemesis das Muster zukünftiger Kanonenbootpolitik:

„Die NEMESIS war der Prototyp des eigentlichen Kanonenboots, das der mit diesem Schiffstyp so eng verknüpften Diplomatie ihren Namen gab. Der erste Opiumkrieg war somit nicht nur eines der herausragenden Beispiele für Kanonenbootpolitik in ihrem klassischen Zeitalter, sondern durch diese technischen Neuerungen auch von erheblicher militärgeschichtlicher Bedeutung.“

Nach dem Krieg wurde die Radfregatte in den Gewässern der Philippinen, seinerzeit noch eine spanische Kolonie, sowie in Niederländisch-Indien zur Piratenbekämpfung eingesetzt. Ihr Ende ist unbekannt.